# 日和田町高倉
日和田町高倉（ひわだまち たかくら）は、福島県郡山市の大字である。郵便番号は963-0531。

## 地理
郡山市北部の日和田地区に属する。東で西田町鬼生田、南東で日和田町梅沢、南で日和田町、西で喜久田町前田沢、喜久田町割田、北西で本宮市関下、北で本宮市荒井、本宮市仁井田、北東で本宮市糠沢とそれぞれ隣接する。概ね町村制施行以前の安積郡高倉村の流れを汲む地域である。一級水系阿武隈川水系五百川右岸下流域を主な範囲とする。中央部に南北に丘陵地があり、東西に平地が広がり、田畑が広がる。域内北部、丘陵と五百川に挟まれた奥州街道（現在の福島県道355号須賀川二本松線）沿いをはじめとして集落が点在する。また国道4号沿いには郡山北部工業団地が造成され、多数の工場や物流拠点が立地する。日和田町に所在する郡山北警察署日和田駐在所、郡山消防署日和田分署がそれぞれ管轄にあたる。

### 主な字
字
- 南
- 横森
- 海道下
- 上下岸
- 下タ岸
- 深川
- 桜内
- 遠新田
- 坂
- 濁池

- 馬場
- 町裏
- 高倉
- 荒池山
- 庚申向
- 舘腰
- 渋谷
- 諏訪前
- 南台
- 材木屋

- 上萱沼
- 水石沢
- 大口原
- 大川岸
- 天王山
- 南田山
- 梅沢道
- 舘東
- 僧ケ坂
- 法花作

- 烏台
- 高森
- 観音山
- 神送坂
- 地極山
- 藤坦
- 新田
- 仁池山
- 源六林
- 鶴番

- 地極田山
- 東
- 石沢
- 物見
- 石田
- 下萱沼

### 河川・湖沼
一級水系阿武隈川水系
- 阿武隈川
  - 五百川
    - 千京川

## 歴史
- 1879年1月27日 - 旧二本松藩領高倉村が福島県内における郡区町村制の施行により安積郡の村となる。
- 1889年4月1日 - 町村制の施行により高倉村が周辺3村と合併し安積郡山野井村が発足する。旧高倉村域は山野井村の大字となる。
- 1925年8月1日 - 山野井村が町制施行、改称し日和田町となり、日和田町の大字となる。
- 1965年5月1日 - 日和田町が郡山市、安積郡全町村および田村郡田村町と合併し新たな郡山市が設立され、郡山市の大字となる。

## 世帯数と人口
2024年1月1日現在の世帯数と人口は以下の通りである。
| 大字         | 世帯数  | 人口    |
| ------------ | ------- | ------- |
| 日和田町高倉 | 547世帯 | 1,443人 |

## 小・中学校の学区
市立小・中学校に通う場合、学区は以下の通りとなる。
| 番地 | 小学校               | 中学校               |
| --- | -------------------- | -------------------- |
| 南、横森、寺田、枇杷湖、遠新田、中原、 安斉山、仁池山、荒池山、庚申向、 大口原、高森、観音山、神送坂、藤坦、 新田、鶴番、荒池 | 郡山市立日和田小学校 | 郡山市立日和田中学校 |
| 上記を除く全域 | 郡山市立高倉小学校   | 郡山市立日和田中学校 |

## 交通

### 鉄道
JR東日本
- 東北本線

### 道路
- 磐越自動車道
- 国道4号あさか野バイパス
  - 日本橋
- 福島県道355号須賀川二本松線（奥州街道）
- 一級市道44号高倉坪沢三丁目線
- 一級市道46号土棚高倉線
  - 阿武隈橋
- 本宮市道仁井田白岩線 平成大橋 - 北端部をかすめる。

## 施設等
- 郡山市立高倉小学校
- 日和田公民館 高倉体育館
- 福島県下水道公社 県中浄化センター
  - 高倉自然公園
- 福島県農業総合センター
- 郡山北部工業団地
  - 東北村田製作所 郡山事業所
  - 三菱ふそうトラック・バス 東北ふそう 郡山支店
  - ヤマト運輸 郡山日和田営業所
  - 住化アグロ製造 郡山工場
- 高倉城跡
- 烏台古墳群
- 山清寺
- 豊富稲荷神社
- 山王神社